# Lustrochernes andinus
Espèce
Lustrochernes andinus est une espèce de pseudoscorpions de la famille des Chernetidae.

## Distribution
Cette espèce est endémique de la région de Huánuco au Pérou. Elle se rencontre dans les monts Carpish.

## Publication originale
- Beier, 1959 : Zur Kenntnis der Pseudoscorpioniden-Fauna des Andengebietes. Beiträge zur Neotropischen Fauna, vol. 1, p. 185-228.